# 군포로
군포로(軍浦路, Gunpo-ro)는 경기도 군포시 대야미동과 산본동 산본고가삼거리를 잇는 경기도의 도로이다.

## 연혁
- 2009년 12월 10일 : 2개 이상 시·도에 걸쳐 있는 도로로 군포로를 고시[1]

## 주요 경유지
경기도
- 군포시 (대야미동 · 부곡동 · 당동 · 금정동 · 산본동)

## 노선
| 이름                              | 접속 노선                       | 소재지        | 소재지                    | 비고                                                                   |
| 서해로와 직결                     | 서해로와 직결                   | 서해로와 직결 | 서해로와 직결             | 서해로와 직결                                                          |
| --------------------------------- | ------------------------------- | ------------- | ------------------------- | ---------------------------------------------------------------------- |
| 군포 나들목                       | 50호선 영동고속도로 건건로      | 군포시        | 북서: 대야동 동남: 송부동 | 국도 제47호선 구간                                                     |
| 대야미삼거리                      | 대야1로                         | 군포시        | 북서: 대야동 동남: 송부동 | 국도 제47호선 구간                                                     |
| 보건소사거리 (대야지하차도)       | 번영로                          | 군포시        | 서남: 송부동 동북: 군포동 | 국도 제47호선 구간 남군포 나들목과 간접 연결 동군포 나들목과 간접 연결 |
| 삼성지하차도사거리 (삼성지하차도) | 삼성로 복합물류로               | 군포시        | 군포동                    | 국도 제47호선 구간                                                     |
| 안양베네스트골프클럽앞삼거리      | 삼성로                          | 군포시        | 군포동                    | 국도 제47호선 구간                                                     |
| 용호사거리                        | 용호1로 용호2로                 | 군포시        | 군포동                    | 국도 제47호선 구간                                                     |
| 군포초교사거리 (도래말지하차도)   | 고산로                          | 군포시        | 군포동                    | 국도 제47호선 구간                                                     |
| 당동우체국사거리                  | 당동로 봉성로                   | 군포시        | 군포동                    | 국도 제47호선 구간                                                     |
| 군포역입구사거리                  | 군포역1길 군포로529번길         | 군포시        | 군포동                    | 국도 제47호선 구간                                                     |
| 우리은행사거리                    | 산본로                          | 군포시        | 군포동                    | 국도 제47호선 구간                                                     |
| 당동지하차도                      | 공단로 농심로                   | 군포시        | 군포동                    | 국도 제47호선 구간 안양 방면만 진출입 가능                             |
| 당동지하차도                      | 공단로 농심로                   | 군포시        | 금정동                    | 국도 제47호선 구간 안양 방면만 진출입 가능                             |
| 금정고가차도                      | 국도 제47호선 (흥안대로) 번영로 | 군포시        | 국도 제47호선 구간        |                                                                        |
| 스마트호텔삼거리                  | 금정로                          | 군포시        |                           |                                                                        |
| 금정역삼거리                      | 산본천로                        | 군포시        | 산본동                    |                                                                        |
| 산본고가삼거리                    | 고산로                          | 군포시        | 산본동                    |                                                                        |
| 안양로와 직결                     |                                 |               |                           |                                                                        |

## 주요 건물 및 시설
- 한국도로공사 군포지사 (경기도 군포시 군포로 86)
- 군포시보건소, 군포시립노인요양센터 (경기도 군포시 군포로 221)
- 군포국민체육센터 (경기도 군포시 군포로 339)
- 안양컨트리클럽 (경기도 군포시 군포로 364)
- 군포초등학교 (경기도 군포시 군포로 463)
- 군포당동우체국 (경기도 군포시 군포로 495)
- 이마트에브리데이 당동점 (경기도 군포시 군포로 502)
- 군포1동주민센터 (경기도 군포시 군포로 531)
- G샘병원 (경기도 군포시 군포로 591)
- 금정역 (경기도 군포시 군포로 750)